# Mykayla Skinner
Mykayla Brooke Skinner, coniugata Harmer (Gilbert, 9 dicembre 1996), è un'ex ginnasta statunitense.

## Carriera sportiva
Mykyla Skinner comincia a praticare ginnastica artistica nel 2000, all'età di 4 anni.

### Carriera juniores
Nel 2011, la Skinner diventa campionessa juniores dell'U.S. Classic; classificatasi al decimo posto generale e 2º al volteggio ai Visa Championships, viene chiamata a far parte della nazionale statunitense juniores.

### Carriera senior(2012-13): i primi successi
La prima competizione internazionale da senior è il V Trofeo Città di Jesolo: ottiene il 10º posto nel concorso generale, il 4º al corpo libero e il 5º al volteggio. Ai Visa Championships vince il bronzo al volteggio, dietro ad Alicia Sacramone e Brandie Jay. Non viene però convocata agli Olympic Trials validi per la formazione della squadra che partirà per le Olimpiadi di Londra 2012.
Nel febbraio 2013, al Fiesta Bowl Invitational, la Skinner porta il suo nuovo esercizio al corpo libero; agli U.S. Classic di luglio ottiene la medaglia d'argento al volteggio e si piazza al 9º posto alla trave, 10º nel concorso generale individuale, 13º a parallele e corpo libero.
Ai campionati nazionali statunitensi conquista il bronzo al volteggio e al corpo libero, il 6º posto nel concorso generale, 9º alle parallele, 11º alla trave.

### 2014
Nel 2014 viene selezionata per partecipare al VII Trofeo Città di Jesolo con la nazionale; la squadra vince la medaglia d'oro, ma la Skinner si piazza al 4º posto nel concorso generale individuale per una caduta al corpo libero. Si qualifica per le finali a volteggio e trave, ma non partecipa a quest'ultima, gareggiando invece nella finale al corpo libero: il giorno seguente vince entrambe le finali.
Il 30 agosto partecipa ai Campionati Panamericani, dove vince la medaglia d'oro a squadre e individuale con 56.850 punti; vince, inoltre, la medaglia d'oro al volteggio e partecipa alle finali a trave e corpo libero, vincendo la medaglia d'oro al corpo libero.
Viene convocata in ottobre per partecipare ai Campionati del mondo di Nanning, durante i quali contribuisce alla vittoria della medaglia d'oro degli Stati Uniti, e si qualifica individualmente per le finali al volteggio e al corpo libero. Nella prima, eseguendo un Cheng e uno Yurchenko con doppio avvitamento, riesce a salire sul terzo gradino del podio. Al corpo libero invece esegue un esercizio di elevata difficoltà ma non va oltre il quarto posto.

### 2015
Come l'anno prima viene convocata, come riserva, nella squadra che prenderà parte ai mondiali di Glasgow, durante i quali gli Stati Uniti vincono il loro terzo oro consecutivo.

### 2016
Dopo una convincente performance agli Olympic Trials viene scelta insieme a Ragan Smith e Ashton Locklear come riserva della squadra statunitense.
In seguito alle Olimpiadi annuncia il suo ritiro dall'attività agonistica e l'intenzione di iscriversi all'Università dello Utah, entrando a far parte della squadra di ginnastica artistica universitaria, con la quale colleziona molti successi.

### 2019: il ritorno
Nel 2019 annuncia l'intenzione di voler tornare ad allenarsi a livello agonistico, con l'obiettivo di partecipare alle Olimpiadi di Tokyo 2020. La sua prima competizione dagli Olympic trials del 2016 sono gli U.S. Classics a luglio, durante i quali esegue un Cheng al volteggio e un corpo libero denso di difficoltà. Un mese dopo partecipa ai Campionati Nazionali, durante i quali svolge buone prestazioni, concludendo la gara al sesto posto nell'all-around, al terzo posto al volteggio e al terzo posto al corpo libero. In seguito ai risultati ottenuti viene inserita nella squadra nazionale. Partecipa al campo di selezione per la squadra che parteciperà ai Mondiali di Stoccarda: insieme a Simone Biles, Grace Mccallum, Jade Carey, Kara Eaker e Sunisa Lee viene scelta per rappresentare gli Stati Uniti. A Stoccarda viene poi scelta come riserva.

### 2021
Il 22 maggio partecipa ai GK Classic. Conclude la gara in decima posizione con 53,050 punti (14,7 al volteggio, 13,4 alle parallele, 12,050 alla trave e 12,9 al corpo libero).
Il 4 giugno partecipa alla prima giornata dei Campionati nazionali, dove ottiene 54,200 punti, che la collocano al decimo posto provvisorio; ottiene inoltre il secondo posto provvisorio al volteggio.
Il 6 giugno partecipa alla seconda giornata, concludendo le due giornate al nono posto all around e vincendo l'argento al volteggio.
Il 25 e 27 giugno partecipa ai Trials olimpici, l'ultima gara prima che venga scelta la squadra olimpica. Nella prima giornata conclude la gara al quarto posto con 56,598 punti.
Dopo i risultati della seconda giornata conclude gli Olympic Trials in quinta posizione e viene scelta come individualista per le Olimpiadi.
Il 25 luglio prende parte alle Qualifiche, gareggiando su tutti e quattro gli attrezzi e qualificandosi al terzo posto per la finale al volteggio dietro alle sue connazionali Biles e Carey; tuttavia, a causa della regola per cui solo due ginnaste della stessa nazione possono accedere alla finale, non viene inclusa tra le finaliste. 
In seguito al ritiro di Simone Biles, Skinner prende il suo posto nella finale al volteggio e vince la medaglia d'argento.

## Vita privata
Il 14 novembre 2019 si sposa con Jonas Harmer.